# Слижиков, Аркадий Павлович
Арка́дий Па́влович Сли́жиков (1882—1940) — русский военный, полковник РИА, генерал-майор Белой армии.

## Биография
Родился 5 ноября 1882 года в Могилёвской губернии в дворянской семье, сын подполковника Русской императорской армии.
Образование получил в Полоцком кадетском корпусе и Павловском военном училище, которое окончил в 1903 году. Из училища был выпущен подпоручиком в 183-й пехотный Пултусский полк. Затем служил в лейб-гвардии Кексгольмском полку, получив чин поручика в 1907 году. Окончил Николаевскую академию генштаба в 1909 году. В этом же году получил чин капитана и цензовое командование ротой отбывал в лейб-гвардии Кексгольмском полку в период с 24.11.1909 по 24.11.1911. Затем служил старшим адъютантом штаба 7-й пехотной дивизии (1912) и помощником старшего адъютанта штаба Варшавского военного округа (1912—1914).
Участник Первой мировой войны. Принимал участие в походе в Восточную Пруссию. Одной из его заслуг стала передача приказа командующего 2-й армией генерала Самсонова в 1-й армейский корпус о переходе в наступление на Нейденбург генералу Душкевичу во время Восточно-Прусской операции. Затем служил помощником старшего адъютанта штаба 2-й армии, получил чин подполковника (1915). Исполнял должность начальника штаба 11-й Сибирской стрелковой дивизии, полковник с 1916 года. Позже — штаб-офицер, заведующий обучающимися в Николаевской военной академии офицерами с зимы 1917 года. Одновременно Слижиков был преподавателем этой же академии.
C 1918 года А. П. Слижиков служил в РККА. Весной 1918 года во главе группы квартирьеров был направлен для выбора нового места дислокации Николаевской академии (Пермь, Екатеринбург, Челябинск, Уфа) в Пермскую губернию. На основе его донесения было решено в марте 1918 года эвакуировать Николаевскую академию из Петрограда в Екатеринбург, где он находился вместе с эвакуированной академией. В июле 1918 года академия была переименована в Военную академию РККА. С 1918 года Аркадий Слижиков служил в Белой армии (находился на Восточном антибольшевистском фронте), в 1919 году — в войсках адмирала А. В. Колчака, где получил чин генерал-майора. Позже служил в войсках атамана Г. М. Семенова. Военная академия продолжила свою работу в рядах Белого движения сначала в Екатеринбурге, затем в Томске и Омске. В конце 1919 года была эвакуирована во Владивосток. Везде размещением и работой академии занимался Слижиков. Во Владивостоке некоторое время был её руководителем. Последний выпуск слушателей академии состоялся в конце 1921 года во Владивостоке в казармах 3-го Сибирского стрелкового полка.
После окончания Гражданской войны находился в эмиграции в Китае в городах Харбине и Дайрене (ныне Далянь). В Китае сотрудничал с Российским фашистским союзом, был участником поездки чрезвычайной делегации Российского фашистского союза во главе с К. В. Родзаевским в Японию.
Умер в Дайрене 19 мая 1940 года.
Был женат на Людмиле Болеславовне, у них были дети — Константин (род. 18.07.1909), Зоя (род. 08.07.1911) и Людмила (род. 14.07.1917). Константин был женат на Евгении Ефремовне Фреденсон (1911—1972), племяннице врача-фтизиатра Г. И. Блоха, двоюродной сестре поэтессы Агнии Барто. Людмила Слижикова была актрисой в труппе Малого театра (1941—1946).

## Награды
- Был награждён орденами Св. Владимира 4-й степени с мечами и бантом (1914), Св. Станислава 2-й степени (1915), Св. Анны 2-й степени (1916), Св. Анны 3-й степени с мечами и бантом (1916), Св. Анны 4-й степени (1916), мечами к ордену Св. Анны 2-й степени (1917).